# Associazione Calcio Siena 1946-1947
Questa voce raccoglie le informazioni riguardanti  l'Associazione Calcio Siena nelle competizioni ufficiali della stagione 1946-1947.

## Rosa
| N. |                   | Ruolo | Calciatore           |
| -- | ----------------- | ----- | -------------------- |
|    | Italia (bandiera) | C     | Felice Arienti       |
|    | Italia (bandiera) | C     | Adolfo Bellucci      |
|    | Italia (bandiera) | C     | Edoardo Carosi       |
|    | Italia (bandiera) | C     | Angelo Bruno Cortini |
|    | Italia (bandiera) | C     | Roberto Croci        |
|    | Italia (bandiera) | C     | Nevio Dal Monte      |
|    | Italia (bandiera) | P     | Natale Erbinovi      |
|    | Italia (bandiera) | C     | Mario De Grassi      |
|    | Italia (bandiera) | A     | Enzo Ferrario        |

| N. |                   | Ruolo | Calciatore          |
| -- | ----------------- | ----- | ------------------- |
|    | Italia (bandiera) | C     | Vittorio Ghirlanda  |
|    | Italia (bandiera) | D     | Alighiero Lorenzini |
|    | Italia (bandiera) | C     | Luigi Martelli      |
|    | Italia (bandiera) | D     | Alfio Michelucci    |
|    | Italia (bandiera) | A     | Luigi Perugini      |
|    | Italia (bandiera) | A     | Giuseppe Pucci      |
|    | Italia (bandiera) | P     | Rodolfo Ricci       |
|    | Italia (bandiera) | D     | Miro Tremolada      |
|    | Italia (bandiera) | C     | Leo Zavatti         |

## Statistiche

### Statistiche di squadra
| Competizione       | Punti | In casa | In casa | In casa | In casa | In casa | In casa | In trasferta | In trasferta | In trasferta | In trasferta | In trasferta | In trasferta | Totale | Totale | Totale | Totale | Totale | Totale | DR |
| Competizione       | Punti | G       | V       | N       | P       | Gf      | Gs      | G            | V            | N            | P            | Gf           | Gs           | G      | V      | N      | P      | Gf     | Gs     | DR |
| ------------------ | ----- | ------- | ------- | ------- | ------- | ------- | ------- | ------------ | ------------ | ------------ | ------------ | ------------ | ------------ | ------ | ------ | ------ | ------ | ------ | ------ | -- |
| Serie B - girone B | 45    | 20      | 14      | 5       | 1       | 33      | 13      | 20           | 3            | 6            | 11           | 14           | 32           | 40     | 17     | 11     | 12     | 47     | 45     | +2 |

### Statistiche dei giocatori
| Giocatore     | Serie B  | Serie B |
| Giocatore     | Presenze | Reti    |
| ------------- | -------- | ------- |
| F. Arienti    | 37       | 1       |
| A. Bellucci   | 6        | 0       |
| E. Carosi     | 7        | 0       |
| A.B. Cortini  | 36       | 5       |
| R. Croci      | 26       | 0       |
| N. Dal Monte  | 1        | 0       |
| M. De Grassi  | 39       | 0       |
| N. Erbinovi   | 26       | -29     |
| E. Ferrario   | 10       | 2       |
| V. Ghirlanda  | 35       | 6       |
| A. Lorenzini  | 1        | 0       |
| L. Martelli   | 19       | 0       |
| A. Michelucci | 37       | 0       |
| L. Perugini   | 33       | 15      |
| G. Pucci      | 39       | 10      |
| R. Ricci      | 14       | -16     |
| M. Tremolada  | 37       | 0       |
| L. Zavatti    | 37       | 7       |